# Turčini
Turčini este un sat din comuna Bar, Muntenegru. Conform datelor de la recensământul din 2003, localitatea are 6 locuitori (la recensământul din 1991 erau 27 de locuitori).

## Demografie
În satul Turčini locuiesc 6 persoane adulte, iar vârsta medie a populației este de 36,0 de ani (36,0 la bărbați și 36,0 la femei). În localitate sunt 2 gospodării, iar numărul mediu de membri în gospodărie este de 3,00.
|  |

| Demografie | Demografie | Demografie |
| An         | Locuitori  | Locuitori  |
| ---------- | ---------- | ---------- |
|            |            |            |
|            |            |            |
|            |            |            |
|            |            |            |
| 1948       | 104        |            |
| 1953       | 97         |            |
| 1961       | 114        |            |
| 1971       | 94         |            |
| 1981       | 55         |            |
| 1991       | 27         | 27         |
| 2003       | 6          | 6          |

| \| Componența etnică conform recensământului din 2003[2] \| Componența etnică conform recensământului din 2003[2] \| Componența etnică conform recensământului din 2003[2] \| Componența etnică conform recensământului din 2003[2] \| Componența etnică conform recensământului din 2003[2] \| \| ----------------------------------------------------- \| ----------------------------------------------------- \| ----------------------------------------------------- \| ----------------------------------------------------- \| ----------------------------------------------------- \| \| \| \| \| \| \| \| Musulmani \| Musulmani \| \| 4 \| 66,66% \| \| Muntenegreni \| Muntenegreni \| \| 2 \| 33,33% \| \| necunoscută \| necunoscută \| \| 0 \| 0% \| |              |  |   |        |
| Componența etnică conform recensământului din 2003 |              |  |   |        |
| |              |  |   |        |
| Musulmani | Musulmani    |  | 4 | 66,66% |
| Muntenegreni | Muntenegreni |  | 2 | 33,33% |
| necunoscută | necunoscută  |  | 0 | 0%     |